# Fritz Egner
Fritz Egner (né le 3 août 1949 à Munich) est un animateur de radio et de télévision allemand.

## Biographie
Dans les années 1970, Fritz Egner est d'abord ingénieur du son pour l'AFN à Munich. Il devient animateur par un remplacement de dernière minute. En 1979, il entre à Bayern 3 où il anime différentes émissions en compagnie de Thomas Gottschalk et de Günther Jauch.
De 1985 à 1994, il anime Dingsda où les célébrités invités jouent au jeu de questions-réponses avec des enfants. Il commente pour l'ARD le Concours Eurovision de la chanson 1990 et en 1992 le concert Heute die! Morgen Du! contre l'extrême-droite. De 1995 à 2003, il anime une émission de caméra cachée sur la ZDF. De 1995 à 2005, il est aussi sur Sat.1.